# Sphaeralcea fendleri
Sphaeralcea fendleri är en malvaväxtart som beskrevs av Samuel Frederick Gray. Sphaeralcea fendleri ingår i släktet klotmalvor, och familjen malvaväxter.

## Underarter
Arten delas in i följande underarter:
- S. f. albescens
- S. f. elongata
- S. f. fendleri
- S. f. tripartita
- S. f. venusta